# ويندوز سي إي
ويندوز سي إي (أو  Windows Embedded Compact  أو  Windows Embedded CE  ويكتب أحياناً  WinCE )

هو نظام تشغيل ينتمي لعائلة ويندوز، أصدرته مايكروسوفت في 16 نوفمبر 1996.
كان هذا النظام يستهدف الحواسيب المصغرة والأنظمة المضمنة. ظهر استخدامه بشكل أساسي في الأجهزة النقالة مثل أجهزة GPS وأجهزة التحكم في السيارات ومكائن صرافات النقود والحواسب الكفيّة PDA وبعض الأجهزة الالكترونية. ويندوز سي إي مدعوم على كل من معالجات Intel إكس 86 ومجموعة تعليمات ميبس وARM وHitachi سوبر إتش ‏و باور بي سي.
نواة ويندوز سي إي مصمم للأجهزة بذاكرة صغيرة، يمكنه العمل على اجهزة بمساحة 1 ميجا بايت من الذاكرة العشوائية، يكمن تشغيله على أجهزة بدون وحدات تخزين صلبة
كيرنل ويندوز سي أي هو كيرنل وقت حقيقي (Real Time)
كيرنل ويندوز سي أي استخدم لصنع انظمة للاجهزة المحمولة مثل ويندوز موبايل وويندوز حاسوب كفي وزون وهاتف ذكي 2002 و 2003 ونقطة الوسائط المتحركة.
ويندوز سي اس هو النظام المدمج مع وحدة سيجا جنيسيس للألعاب، ووحدة جيزموندو المحمولة للألعاب.
ويندوز يس اس له نواة مفتوحة المصدر ويمكن تعديله وبنائه باستخدام اداة البناء في مايكروسوفت فيجوال ستوديو
ويندوز سي أي الاصدارات من 1 إلى 7 لهم واجهة ويندوز 95 ويمكن تغييرها بواجهة XAML, تم إضافة واجهة ويندوز 95 واستبدالها باربع واجهات بديلة

## الإصدارات
| الاصدار | التغييرات |
| ------- | --- |
| 1,0     | اصدر في 18 نوفمبر 1996 - 4 ميجا بايت روم - 2 ميجا بايت رام الاصدار 1.01 اضاف دعم اللغة اليابانية - انتهى الدعم في 31 ديسمبر 2001 |
| 2.0     | اصدر في 29 سبتمبر 1997 - جدولة المهام القطعية للوقت الحقيقي - دعم لمعالجات ايه.ار.ام، MIPS ,باور بي سي، ايه.ار.ام الخارق، سوبر إتش ‏، إكس 86 - دعم الوان 32 بت والشاشات ال 32 بت - دعم SSL 2.0 و SSL 3.0 - الاصدار 2.11 تغيير وضع الشاشة اضاف ملاحظة خط اليد - الاصدار المتقدم من 2.11 فيه اصدار مصغر من مايكروسوفت اكسس وحسن دعم مستندات مايكروسوفت اوفيس - الاصدار 2.12 اضاف نظام تلفزيون مايكروسوفت |
| 3.0     | اصدر في 15 يونيه 2000 - اضاف ميزة الوقت الحقيقي الحاد لمستوى المايكروثانية - تم استخدامه في ويندوز حاسب كفي 2000 وفي ويندوز حاسب الجيب 2000 و 2002 وويندوز هاتف ذكي 2002 - مستويات الاولوية زادت من 8 إلى 256 - مخزن البيانات المشكلة يدعم الى4.19 مليون شكل بدلا من 65.536 - منع الدخول إلى واجهات برمجة التطبيقات شديدة الاهمية وبعض الاماكن في محرر سجل النظام - انتهى دعمه في 9 أكتوبر 2007 |
| 4.0     | اصدر في 7 يناير 2002 - مدمج معه أول اصدار من اطار عمل دوت نت المدمج - تغير معه طريقة استخدام التعريفات لاضافة ميزات جديدة - استخدم لبناء ويندوز حاسب كفي 2003 - دعم للبلوتوث وكروت الذاكرة - دعم الاجهزة الهيد التي تتطلب تدخل من المستخدم مثل قارئ بصمة الاصبع - دعم بروتوكول كيربيروز - تخفيف ميزات اوفيس للاجهزة المحمولة إلى الدفتر - مقسم إلى اصدارين، الاصدار core لا يحتوي على اي شئ سوى المركز والاساسيات وواجهة المستخدم والاصدار المحترف يحتوي على برامج من مايكروسوفت - دعم انترنت اكسبلورر موبايل الكامل للمواقع المصممة لانترنت اكسبلورر 5.5 - مع الاصدار 4.2 تمت إضافة واجهة جديدة مع انترمن اكسبلورر - انتهى الدعم في 9 يوليه 2013 |
| 5.0     | اصدر في اغسطس 2004 - اضاف ميزة إرسال تقارير عن الاخطاء التي تحصل فالنظام إلى الشركات المصنعة للاجهزة - اضاف دايركت ثري دي - اضاف دايركت درو - دعم بروتوكول الاتصال بالحاسب عن بعد - تم التخلص من الدفتر نهائيا - الاصدار المحترف يحتوي على متصفح انترنت اكسبلورر وويندوز ميديا بلاير 9 - مدعوم حتى 14 أكتوبر 2014 |
| 6.0     | اصدر في سبتمبر 2006 - مساحة استيعاب المعالجة زاد من 32 ميجا إلى 2 جيجا - عدد المعالجات المسموح به زاد من 32 إلى 32.768 - تعريفات وضع المستخدم ووضع الكيرنل ممكنين - يمكن قرائة ذاكرة عشوائية بمساحة 512 ميجا بايت - الملفات والمعالجات:- device.exe, filesys.exe, GWES.exe تم نقلها إلى وضع الكيرنل - دعم cellcore - اداء اعلى في نداء النظام لبدء المعالجات التي تتطلب الاذونات الغير المتوافرة للمستخدم - اذونات وضع setK و set process لم يعودوا ممكنين - مدعوم حتى 10 ابريل 2018 |
| 7.0     | اصدر في مارس 2011 - دعم المعالجات متعددة النواة - نظام التوجيه بالشبكة اللاسلكية WIFI - دعم بلوتوث 3.0 المدعوم بالسرعة العالية HS - تحالف الشبكة الرقمية الحية - إدارة الحقوق الرقمية - بروتوكول نقل الوسائط - انترنت اكسبلورر المدمج بويندوز فون 7 ودعم ادوبي فلاش 10.1 - تعريف واجهة اتصال الانترنت اصدار 6.1 - واجهة برمجة تطبيقات XAML ومايكروسوفت سيلفرلايت وبنية عروض ويندوز لانشاء واجهة مستخدم جذابة - رسوميات متقدمة باستخدام OpenGL ES 2.0 - دعم متقدم لميزات للمس والتحركات بالاصابع - دعم الكيرنل للذاكرات العشوائية بمساحة 3 جيجا ودعم المعالجات ARMv7 - مدعوم حتى 13 ابريل 2021                                                     |
| 2013    | اصدر في يونيو 2013 - الإصدار 6 من "بروتوكول تكوين المضيف" الديناميكي - L2TP/آي بي سك على IPV6 لاجل الشبكات الخاصة الانفرادية - الاقلاع الخاطف - دعم Expression Blend وربط بيانات مطور في xaml - دعم مطور لموديل حالة خارج الذاكرة عن الموجود في 7 - إضافة مساعد HTML help viewer - مدعوم حتى 10 أكتوبر 2023 |
| 24      | سيصدر في مايو 2024 - دعم عدة اللغات - معالجة للأخطاء - واجعة أفتراضية للنظام هي TeewntyShell مزيج من واجهة Metro مع Fluent - دعم واجهة تحكم ومع تشغيل برامج ثلاثية الأبعاد - دعم محرك متصفح مع ألغاء دعم متصفح الانترنت أسكبولورر وأستبدال بـedge - تحسين مدخل نظام و أضافات مبرمجة للتقرن للنظام ويندوز 10 - إضافة متجر كبرنامج ويب Microsoft Store - مدعوم في حين بدء أصدار نظام |